# 熊飛
熊 飛（ゆう ひ、ピン音:Xiong Fei、1987年10月21日 - ）は、中華人民共和国・湖北省武漢市出身のサッカー選手。中国サッカー・甲級リーグ・遼寧宏運足球倶楽部所属。ポジションはディフェンダー。

## 来歴

### クラブ
2010年、南京有有から上海申花へ完全移籍した。
2018年1月17日、遼寧宏運足球倶楽部へ移籍した。

## 所属クラブ
ユース経歴
- 湖北武漢職業足球倶楽部

プロ経歴
- 2008年  湖北武漢職業足球倶楽部
- 2009年  南京有有足球倶楽部
- 2010年 - 2017年  上海緑地申花足球倶楽部
  - 2014年 → 武漢卓爾足球倶楽部 (期限付き移籍)
- 2018年 -  遼寧宏運足球倶楽部